# Toma Prošev
Toma Prošev (mak. Тома Прошев), makedonski skladatelj, * 10. november 1931, Skopje, Makedonija, † 12. september 1996, Zlatin, Hrvaška.
Glasbo je študiral v Ljubljani pri Lucijanu Mariji Škerjancu, pisal je vokalno-inštrumentalno glasbo, opere in balete.

### Opere
- Papažina
- Mali princ
- Aretej

1. 1 2  Brozović D., Ladan T. Hrvatska enciklopedija — LZMK, 1999. — 9272 p.